# Cam toại
Euphorbia kansui là một loài thực vật có hoa trong họ Đại kích. Loài này được S.L.Liou ex S.B.Ho mô tả khoa học đầu tiên năm 1981.